# كيم ميتشيل
كيم ميتشيل (بالإنجليزية: Kim Mitchell) (و. 1952  م) هو مغني، وعازف قيثارة، وكاتب أغاني، ومنتج أسطوانات كندي، ولد في سارنيا، أونتاريو، يستخدم آلات قيثارة.

## روابط خارجية
- كيم ميتشيل على موقع IMDb (الإنجليزية)
- كيم ميتشيل على موقع ميوزك برينز (الإنجليزية)
- كيم ميتشيل على موقع إن إن دي بي (الإنجليزية)
- كيم ميتشيل على موقع أول ميوزيك (الإنجليزية)
- كيم ميتشيل على موقع ديسكوغز (الإنجليزية)